# KJ1 F・T・O
『KJ1 F・T・O』（ケージェーワン エフ・ティー・オー）は、関ジャニ∞の1枚目のフル・アルバム。2006年3月15日にテイチクレコードから発売された。

## 概要
- 自身初となるフル・アルバムである[注 1]。
- 2005年7月より活動休止中（その後脱退）[10]の内博貴は不参加となっており、7人体制になって以降、初のアルバムである。
- CDは初回限定盤、通常盤の2形態で発売。
- シングル曲「大阪レイニーブルース」「好きやねん、大阪。/桜援歌(Oh!ENKA)/無限大」[注 2]など、全形態共通で全14曲を収録[11]。
- タイトルは『ファンキー・タウン・オオサカ（Funky Town Osaka）』という意を含んでいる。尚、本作の表題曲「F・T・O」の歌詞に「Funky Town Osaka」が含まれている。
- 初回限定盤の特典DVDには、「裏Spirits!!」と題し、2ndライブDVD『Spirits!!』のバックステージを収録[11]。
- 通常盤初回プレスには、グループ内のユニット、三兄弟の初のCDやオリジナルジャケットを封入[11]。
- 初回限定盤と通常盤初回プレスの2種類を買うと、抽選で「関ジャニ∞ オリジナルリストバンド」や「関ジャニ∞ 携帯クリーナー」が当たるキャンペーンに応募出来た[12]。
- 2006年3月11日 - 24日、本作の発売を記念し、東京・大阪・仙台の街頭ビジョンにて関ジャニ∞のスポット映像が放映された[13]。
- 2024年1月24日、デビュー20周年を記念し、過去にリリースされた全楽曲が各種音楽ダウンロードサービス、サブスクリプションサービスで配信されることに伴い、本作の配信も開始された[14][15][16][注 3]。
- 2025年1月1日、上述のサブスク解禁で配信されていなかった、本作の通常盤の初回プレス分の特典CD収録の「プリン」と「オニギシ」の配信が開始された[17]。

### 各形態概要
| ＃ | 曲名                                     |
| -- | ---------------------------------------- |
| 1  | F・T・O                                  |
| 2  | 悲しい恋                                 |
| 3  | 大阪ロマネスク                           |
| 4  | 太陽の子供（横山・村上・丸山・大倉）     |
| 5  | Carnival（丸山・大倉）                   |
| 6  | 無限大 (KJ1 mix)                         |
| 7  | 果テナキ空（安田・錦戸）                 |
| 8  | Heat is on                               |
| 9  | ミセテクレ                               |
| 10 | 桜援歌 (Oh!ENKA) (KJ1 mix)               |
| 11 | それでイイんじゃない（村上・錦戸・大倉） |
| 12 | ONE（すばるBAND）                        |
| 13 | 大阪レイニーブルース [ver.KJ1]           |
| 14 | 好きやねん、大阪。                       |

| ＃ | 曲名               | 形態                           |
| -- | ------------------ | ------------------------------ |
| 1  | プリン（三兄弟）   | 通常盤（初回プレス分、特典CD） |
| 2  | オニギシ（三兄弟） | 通常盤（初回プレス分、特典CD） |

| 特典内容                            | 形態                   |
| ----------------------------------- | ---------------------- |
| 特典DVD（詳細は「#特典DVD」を参照） | 初回限定盤             |
| ロゴステッカー                      | 初回限定盤             |
| 特典CD（詳細は「#特典CD」を参照）   | 通常盤（初回プレス分） |
| 『三兄弟』CDオリジナルジャケット    | 通常盤（初回プレス分） |

## 販売形態
- 発売日：2006年3月15日
  - 初回限定盤（TECI-1028：CD+DVD）
    - ロゴステッカー封入

  - 通常盤：初回プレス盤（TECI-1038、CD-60008：2CD）
    - 特典CD：『三兄弟』CD封入
    - 『三兄弟』CDオリジナルジャケット封入

  - 通常盤（TECI-1038：CD）
- 発売日：2015年7月1日
  - 通常盤：再発売（JACA-5547：CD）
    - 自身の所属レコード会社を『テイチクエンタテインメント』から『INFINITY RECORDS』へ移籍したため、INFINITY RECORDSより再発売。
- 発売日：2019年7月12日
  - 通常盤：十五催ハッピープライス盤（JSNC-1581：CD）
    - 自身の配信アプリ『関ジャニ∞アプリ』対応のため、15%オフでの再発売。
- 発売日：2024年1月24日
  - 配信作品
    - デビュー20周年を記念した音楽ダウンロードサービスおよびサブスクリプションサービスでの配信[14][15][16][注 3]。

## チャート成績
- オリコンチャート
  - 初週16.2万枚を売り上げ、2006年3月27日付の「オリコン週間 CDアルバムランキング」で週間2位を獲得した[2]。
    - 演歌・歌謡グループによる同チャートのトップ3入りは、約31年7か月振りである[2]。

  - 2006年3月度「オリコン月間 CDアルバムランキング」で月間4位を獲得した[3]。
  - 累計200,528枚を売り上げ、2006年度「オリコン上半期 CDアルバムランキング」で上半期33位を獲得した[4]。
  - 累計209,917枚を売り上げ、2006年度「オリコン年間 CDアルバムランキング」で年間61位を獲得した[5][6]。
- Billboard JAPAN
  - 2024年1月31日公開の「Billboard Japan Download Albums」で週間100位を獲得した[7]。

## 収録曲

### CD
1. F・T・O - [4:43]
作詞・作曲：樋口了一
編曲：CHOKKAKU
  - 本作の表題曲
2. 悲しい恋 - [3:50]
作詞：MASA
作曲・編曲：馬飼野康二
3. 大阪ロマネスク - [4:39]
作詞：相田毅
作曲：谷本新
編曲：ha-j
  - 公益財団法人大阪観光局『大阪観光テーマソング』[18]
  - 4thシングル『∞SAKAおばちゃんROCK/大阪ロマネスク』の2曲目としてシングルカットされた。
  - 2ndベストアルバム『GR8EST』にて、ヴァイオリニストの葉加瀬太郎をフィーチャリングゲストに迎え入れた新録バージョンを収録[19]。
4. 太陽の子供 / 横山裕・村上信五・丸山隆平・大倉忠義 - [4:47]
作詞：MASA
作曲：馬飼野康二
編曲：長岡成貢
  - 横山・村上・丸山・大倉のユニット曲。
  - 関西テレビスペシャルドラマ『ダイブ・トゥ・ザ・フューチャー』エンディングテーマ[20]
5. Carnival / 丸山隆平・大倉忠義 - [5:07]
作詞・作曲：樋口了一
編曲：森俊之
  - 丸山・大倉のユニット曲。
6. 無限大 [KJ1 mix] - [4:24]
作詞：MASA
作曲・編曲：馬飼野康二
  - 3rdシングルの3曲目のアルバムバージョン
  - 20世紀フォックス配給劇場アニメ『ロボッツ』日本版応援ソング[21]
7. 果テナキ空 / 安田章大・錦戸亮 - [5:01]
作詞：久保田洋司
作曲：飯田建彦
編曲：長岡成貢
  - 安田・錦戸のユニット曲。
8. Heat is on - [4:26]
作詞・作曲：成海カズト
編曲：長岡成貢
9. ミセテクレ - [4:26]
作詞・作曲：飯岡隆志
編曲：清水昭男
RAP詞：安田章大
  - RAP詞をメンバーの安田章大が制作している。
10. 桜援歌 (Oh! ENKA) [KJ1 mix] - [3:54]
作詞: MASA
作曲・編曲: 馬飼野康二
  - 3rdシングルの2曲目のアルバムバージョン
  - NHK教育アニメ『忍たま乱太郎』第13・14シリーズエンディングテーマ[22]
  - 出だしの台詞をシングルでは村上が務めていたが、本作では横山が務めた。
11. それでイイんじゃない / 村上信五・錦戸亮・大倉忠義 - [4:31]
作詞・作曲：成海カズト
編曲：石塚知生
  - 村上・錦戸・大倉のユニット曲。
12. ONE / すばるBAND - [3:36]
作詞：SUBARU
作曲：安田章大
編曲：すばるBAND
  - 渋谷がボーカルを務めるグループ内のバンド「すばるBAND」名義の楽曲。
  - 作詞は同バンドに所属している「SUBARU」名義の渋谷が、作曲は同じく安田が制作している。
  - バンドとして編曲と演奏を担当。
13. 大阪レイニーブルース [ver.KJ1] - [4:57]
作詞：MASA
作曲・編曲：馬飼野康二
  - 2ndシングルのアルバムバージョン
  - シングルとは異なり、渋谷すばるのソロで始まり、内博貴が担当していたソロパートがすべて錦戸亮に差し変わっている。
14. 好きやねん、大阪。 - [3:50]
作詞・作曲：イイジマケン
編曲：吉岡たく
  - 3rdシングルの1曲目
  - ハウス食品『好きやねん』CMソング[22]
  - 表記はないが、シングル通常盤収録バージョンを収録。

### 特典CD（通常盤 初回プレス）
両曲はそれぞれ単曲で2025年1月1日に配信開始された。
1. プリン / 三兄弟 - [2:19]
作詞：ユウ
作曲：チパ
  - 横山・渋谷・安田のグループ内のユニット「三兄弟」名義の楽曲。
  - 作詞は同ユニットに所属している「ユウ」名義の横山が、作曲は同じく「チパ」名義の安田が制作している[23]。
2. オニギシ / 三兄弟 - [4:23]
作詞：ユウ
作曲：チパ
  - 三兄弟の楽曲。
  - 作詞を「ユウ」名義の横山が、作曲を「チパ」名義の安田が制作している。

### 特典DVD（初回限定盤）
| #         | タイトル        | 作詞  | 作曲・編曲 | 時間  |
| --------- | --------------- | ----- | ---------- | ----- |
| 1.        | 「裏Spirits!!」 |       |            | 10:49 |
| 合計時間: | 合計時間:       | 10:49 |            |       |

## タイアップ
※表記は発売順
- 好きやねん、大阪。
  - ハウス食品『好きやねん』CMソング[22]
- 桜援歌(Oh!ENKA)[注 5]
  - NHK教育アニメ『忍たま乱太郎』第13・14シリーズエンディングテーマ[22]
- 無限大[注 5]
  - 20世紀フォックス配給劇場アニメ『ロボッツ』日本版応援ソング[21]
- 大阪ロマネスク
  - 公益財団法人大阪観光局『大阪観光テーマソング』[18]
- 太陽の子供
  - 関西テレビスペシャルドラマ『ダイブ・トゥ・ザ・フューチャー』エンディングテーマ[20]

## メンバー作
- 安田章大
  - 「ミセテクレ」（RAP詞）
  - 「ONE」（作曲・編曲）[注 6]
  - 「プリン」（作曲）[注 7]
  - 「オニギシ」（作曲）[注 7]
- 渋谷すばる
  - 「ONE」（作詞・編曲）[注 8]
- 丸山隆平
  - 「ONE」（編曲）[注 6]
- 大倉忠義
  - 「ONE」（編曲）[注 6]
- 横山裕
  - 「プリン」（作詞）[注 9]
  - 「オニギシ」（作詞）[注 9]

## メンバー演奏曲
※アルバムクレジットより
- 「ONE」 / すばるBAND
  - Drums：大倉忠義
  - Bass：丸山隆平
  - E.Guitar：安田章大

## 収録作品
※シングル曲は各ページを参照。

### アルバム
大阪ロマネスク

オニギシ

### シングル
大阪ロマネスク

### 映像作品

#### ライブ映像
F・T・O
- 3rdライブDVD『Heat up!』

悲しい恋
- 3rdライブDVD『Heat up!』
- 4thライブDVD『47』
- 6thライブDVD『COUNTDOWN LIVE 2009-2010 in 京セラドーム大阪』

大阪ロマネスク

太陽の子供
- 3rdライブDVD『Heat up!』

Carnival
- 3rdライブDVD『Heat up!』

果テナキ空
- 3rdライブDVD『Heat up!』

ミセテクレ
- 3rdライブDVD『Heat up!』
- 4thライブDVD『47』
- 5thライブDVD『TOUR 2∞9 PUZZLE』
- 6thライブDVD『COUNTDOWN LIVE 2009-2010 in 京セラドーム大阪』
- 7thライブDVD/Blu-ray『KANJANI∞ LIVE TOUR 2010→2011 8UPPERS』
- 8thライブDVD/Blu-ray『KANJANI∞ 五大ドームTOUR EIGHT×EIGHTER おもんなかったらドームすいません』
- 9thライブDVD/Blu-ray『KANJANI∞ LIVE TOUR!! 8EST 〜みんなの想いはどうなんだい?僕らの想いは無限大!!〜』

ONE
- 1stライブDVD『Excite!!』
- 2ndライブDVD『Spirits!!』
- 3rdライブDVD『Heat up!』
- 4thライブDVD『47』
- 9thライブDVD/Blu-ray『KANJANI∞ LIVE TOUR!! 8EST 〜みんなの想いはどうなんだい?僕らの想いは無限大!!〜』（初回限定盤 特典DVD）

プリン
- 2ndライブDVD『Spirits!!』
- 9thライブDVD/Blu-ray『KANJANI∞ LIVE TOUR!! 8EST 〜みんなの想いはどうなんだい?僕らの想いは無限大!!〜』

オニギシ

#### ミュージック・ビデオ
大阪ロマネスク

## 関連ライブ
- 関ジャニ∞ CONCERT TOUR 2006 Funky Tokyo Osaka Nagoya（2006年5月3日 - 6月4日、全20公演）